# Різницева машина (роман)
«Різнице́ва маши́на» (англ. The Difference Engine) — науково-фантастичний, альтерантивно-історичний роман в жанрі стимпанк, написаний Брюсом Стерлінгом та Вільямом Ґібсоном у 1990 році. Один з основоположних текстів свого жанру.
Дія роману розгортається в Лондоні 1855 року, в альтернативній реальності. У 1831 році в Англії перемогла антифеодальна революція. До влади прийшла Партія промислових радикалів на чолі із лордом Байроном. В країні відбулася форсована індустріалізація, вирішальну роль в якій зіграла різницева машина, виготовлена Чарлзом Беббіджем. У центрі сюжету — куртизанка Сибіл Джерард, палеонтолог Едвард Меллорі та журналіст Лоуренс Оліфант. Вони опиняються втягнені до історії, пов'язаної з пошуками перфокарт для різницевої машини, які можуть зробити її чимось більшим, аніж просто механічний обчислювач.

## Сюжет

### Світ роману
Внаслідок перевороту 1831 року до влади прийшла Партія промислових радикалів на чолі із лордом Джорджем Байроном. Хоча королева Вікторія зберегла владу, титули лордів отримали провідні науковці того часу: Чарлз Беббідж, Чарлз Дарвін і Френсіс Гальтон.
Завдяки іншій політичній обстановці Чарлзу Беббіджу вдалося не лише збудувати робочий зразок механічного комп'ютера, а й запустити його в серійне виробництво. Машиною стали користуватися уряд, поліція, підприємці. Це забезпечило стрімке піднесення економіки Британської імперії, швидкий перебіг індустріальної революції та зміну міжнародної політики.
Франція є головною конкуренткою Британії та захопила Мексику. На місці США існує чотири держави: Союз, Конфедерація, Республіка Техас і Каліфорнія. Триває Кримська війна. Ірландія, переживши Великий голод, отримала велику гуманітарну допомогу від уряду Байрона, що сприяло симпатії ірландців до Англії. На час подій роману, в 1855 році, всі піддані британської корони мають індекс у базі даних. Активна індустріалізація призвела до руйнування природного середовища, Лондон потерпає від смогу.
Відомі діячі політики й мистецтва здебільшого стали зовсім іншими людьми внаслідок поширення різницевих машин. Джордж Байрон тут прем'єр-міністр, а Джон Вілсон Крокер обрав письменство над політикою. Карл Маркс втілює свої ідеї на Мангеттені, де він створив комуну. Фрідріх Енгельс став фабрикнатом у Манчестері. Разом з тим Ада Лавлейс не померла в молодості й досягнула ще більших здобутків у математиці. Вілкі Коллінз став відомим філософом і зазначає, що хід історії було спотворено.

### Дія
Неназваний спершу Оповідач показує як у 1855 році Сибіл Джерард, куртизанку та дочку страченого лідера луддитів Волтера Джерарда, вербує Мік Редлі, один з її клієнтів. Редлі — секретар генерала Сема Г'юстона, президента Техасу, що перебуває у вигнанні. Редлі просить Сибіл надіслати ящик перфокарт до Парижа. Вона охоче береться за завдання, сприймаючи це як шанс на отримання кращого життя. Вбивця, що чекав на Г'юстона в готельному номері, вбиває Редлі, а Г'юстона ранить. Сибіл вирушає до Парижа, викравши діаманти Г'юстона. Вона шле телеграму Чарльзу Егремонту, члену парламенту та своєму колишньому коханому, заявивши, що знає його таємницю.
Палеонтолог Едвард Меллорі, який нещодавно повернувся з розкопок у Массачусетсі, зустрічає леді Аду Байрон у Дербі на перегонах парових автомобілів. Меллорі робить ставки за підказкою конструктора одного з автомобілів і виграє великі гроші. Потім він заступається за Аду, коли її б'є кучер, а жінка поруч не втручається. Ада дає йому ящик з перфокартами та повертається до своєї родини. Меллорі ховає ящик у черепі динозавра, після чого отримує погрозу від «Капітана Свінга». Погроза виявляється правдивою, Свінг поширює чутки, нібито Меллорі відповідальний за смерть свого суперника Рудвіка. Журналіст Лоуренс Оліфант зустрічається з Меллорі, щоб запропонувати йому поліцейський захист. Меллорі та Рудвік раніше отримали кошти від британського уряду на свої дослідження в обмін на постачання зброї індіанцям, щоб саботувати експансію північноамериканських держав. Меллорі погоджується на захист після того, як помічає стеження за собою та переживає напад. Завдяки Ендрю Вейкфілду, контактній особі Оліфанта в Центральному бюро статистики, Меллорі дізнається, що жінка, яка була біля Ади — це Флоренс Дурґа. Меллорі надсилає леді Байрон листа про те, де заховано ящик з перфокартами.
Плануючи витратити виграні на перегонах гроші, Меллорі лишається в Лондоні, коли розпочинається «Великий сморід», але тут він виникає внаслідок смогу. Значна частина лондонської еліти покидає місто. Меллорі отримує захист від офіцера поліції Ебенезера Фрейзера, але на Фрейзера нападають. Меллорі залишає Фрейзера у поліцейській дільниці та зустрічає куртизанку Гетті, яка знала Сібіл. Меллорі проводить ніч з Гетті у Вайтчепелі, а наступного ранку виїжджає з Лондона, спостерігаючи зростання заворушень через страйк робітників метрополітену. Повертаючись до Палацу палеонтології, він помічає оголошення, замовлені Свінгом, які звинувачують Меллорі у вбивстві Радвіка. Зустрівшись зі своїми братами в Палаці та почувши, що заручини їхньої сестри були розірвані через чутки про її невірність, поширені Свінгом, Меллорі збирає їх та Фрейзера, щоб покласти край свавіллю Свінга. Врешті-решт Меллорі ранить Свінга і його затримують. Смог зникає через початок дощу. Короткий відступ описує майбутнє Меллорі, який у старості очолює Королівське товариство. Читачі отримують два варіанти його смерті.
Після того, як прем'єр-міністр, лорд Байрон, помер під час «Великого смороду», його замінив інженер Ісамбард Брюнель. Оліфант має постійні видіння Всевидючого Ока, яке все знає і все обраховує. Він наглядає за іноземними дипломатами та слідкує за Сибіл, яка проживає у Кале, Франція. Оліфант дізнається, що в Сибіл є дитина від Чарльза Егремонта, котрий полює на таємних луддитів. Але насправді Егремонт усуває свідків свого минулого: він був соратником батька Сибіл, але зрадив його. Егремонт захоплює листа від Меллорі, дізнається про розташування ящика з перфокартами й забирає їх собі. Потім Оліфант передає перфокарти Джону Кітсу, і вони стають основою для наступного прориву в обчислювальних технологіях.
З'ясовується, що перфокарти містять докази двох теорем (відкриті лише у 1931 році Куртом Геделем). Леді Байрон читає лекцію на цю тему у Франції, де Оповідач описує її як «Матір». Далі відбувається колаж фрагментів текстів про наступні події. У 1864 році Чарльз Беббідж доопрацював свою різницеву машину, створивши повноцінний механічний комп'ютер. Г'юстон помер у вигнанні в Мексиці 1870 року. Ада розповідає, що різницева машина тепер може здобути справжній штучний розум.
Далі виявляється, що всі попередні події були реконструкцією, яку здійснює величезна Машина у 1991 році. Вона підкорила собі людей, які не більше, ніж частини Машини. Ця Машина і є оповідачем — механічним комп'ютером-містом. Аналізуючи випадковості, що призвели до її появи, Машина досягає самоусвідомлення, як і передбачала Ада.

## Сприйняття
Роман отримав дуже поляризоване сприйняття. Різні критики називали його як майстерним інтертекстуальним твором і основоположним текстом для жанру стимпанку, так і сюжетно слабким, заплутаним і надмірно фрагментарним.
У рецензії журналу «Kirkus Reviews» 1990 року стверджувалося: за маскою прогресу в романі назрівають кризи XX століття: комп'ютеризація сприяє появі поліційної держави, потужна промисловість знищує середовище життя, а використання інформаційних технологій для посилення експлуатації породжує своєрідних хакерів. Але пересічні читачі напевне не зрозуміють за цим усім тонкого посилання на книгу «Дивовижне життя» (1989) Стівена Дж. Гулда про теорію хаосу та конвергентність еволюції.
Письменник і медик Мет'ю Ледерман назвав роман розважальним, і вказав, що автори проводять паралелі між вимиранням динозаврів та занепадом суспільства. Більшість тексту «написана добре і навіть стильно», хоча діалогам притаманна надмірна піднесеність, а діям персонажів схематичність.
Письменник-фантаст Томас Діш писав, що альтернативно-історичне тло роману створює простір для трьох сюжетних ліній, де зміщення уваги з Меллорі на Оліфанта «розчаровує». Вигаданий Стерлінгом і Ґібсоном світ викликає захват, однак розгадка таємниці перфокарт зовсім не приголомшлива, як можна було очікувати. Діш проте похвалив кінцівку книги, назвавши її «естетичним сюрпризом».
Письменник Роберт Соєр критикував, що гонитва за ящиком з перфокартами веде в «нікуди», а особа капітана Свінга лишається невідомою. Сюжет загалом невеликий, але заплутаний. Критик вказав, що автори ймовірно надто високо оцінюють знання своїх читачів щодо вікторіанської Англії. Стерлінг і Ґібсон, схоже, вважали нібито читачі легко відрізнять реальні обставини від вигаданих.
Пітер Тіллман на сайті SF Site описав «Різницеву машину» як радше не роман, а серію взаємопов'язаних історій, де таємниці залишаються нерозкритими, а персонажі зникають, не привівши до висновків. Критик похвалив, що майже всі персонажі роману — це історичні постаті, а «глибина дослідження вікторіанської епохи вражає і, можливо, навіть трохи лякає». Він зазначив, що «Різницева машина» є радикальним переглядом книги «Сибіл, або Дві нації» — роману Бенджаміна Дізраелі 1845 року (сам Дізраелі згадується в «Різницевій машині» як «нікчемний писака») про скрутне становище робітників. Тіллман висловив сумнів у перспективах реальної машини Беббіджа: вона не пішла у виробництво не тільки через припинення фінансування, а й тому, що була надто повільна і ненадійна — ніяк не в змозі замінити навіть найперші електронні комп'ютери.
Корі Докторов у передмові до перевидання книги 2011 року висловив захват від того, що як світ «Різницевої машини» є аналогом кіберпанку без електроніки, так і сама книга — це зроблений «кустарним» способом текст, який у XXI столітті робиться з використанням пошукових систем, як-от Google для насичення роману посиланнями на як завгодно маловідомі тексти.